# Liste der Orte in der kreisfreien Stadt Memmingen
Die Liste der Orte in der kreisfreien Stadt Memmingen listet die 26 amtlich benannten Gemeindeteile (Hauptorte, Kirchdörfer, Pfarrdörfer, Dörfer, Weiler und Einöden) in der kreisfreien Stadt Memmingen auf.

## Systematische Liste
Die kreisfreie Stadt Memmingen:
- Hauptort Memmingen
- Pfarrdörfer Amendingen, Buxach, Dickenreishausen, Steinheim und Volkratshofen
- Kirchdorf Ferthofen
- Dörfer Brunnen, Eisenburg, Hart und Hitzenhofen
- Weiler Bleiche, Buxachermühle, Egelsee, Grünenfurt, Illerfeld, Priemen, Schnaid und Steigmühle
- Einöden Illerfeld, Spitalmühle, Straßbauer, Straßbauerhölzl, Teichgarten, Unterhart und Weidenbühl

## Alphabetische Liste
- Amendingen
- Bleiche
- Brunnen
- Buxach
- Buxachermühle
- Dickenreishausen
- Egelsee
- Eisenburg
- Ferthofen
- Grünenfurt
- Hart
- Hitzenhofen
- Illerfeld
- Illerfeld
- Memmingen
- Priemen
- Schnaid
- Spitalmühle
- Steigmühle
- Steinheim
- Straßbauer
- Straßbauerhölzl
- Teichgarten
- Unterhart
- Volkratshofen
- Weidenbühl